# Neolaphygma uniformis
Neolaphygma uniformis är en fjärilsart som beskrevs av Emilio Berio 1966. Neolaphygma uniformis ingår i släktet Neolaphygma och familjen nattflyn. Inga underarter finns listade i Catalogue of Life.